# Уильямс, Джесси (легкоатлет)
Джесси Даниэл Уильямс (англ. Jesse Daniel Williams; род. 27 декабря 1983 года, Модесто, Калифорния) — американский прыгун в высоту. Чемпион мира 2011 года в Тэгу. На чемпионате мира Уильямс покорил планку на высоте 2,35 м. Эта победа стала первой для американцев в прыжках в высоту за последние 20 лет.